# Zrádný měsíc
Zrádný měsíc je devátým románem amerického spisovatele detektivních knih Michaela Connellyho. Ve Velké Británii byla kniha vydána v roce 2000 a jedná se o třetí Connellyho knihu, ve které nevystupuje postava Harryho Bosche. Jedná se také o první knihu s ženskou hlavní hrdinkou, která také poprvé nestojí na straně vyšetřovatelů zločinu, ale má naopak kriminální minulost. Jméno hlavní postavy je Cassidy "Cassie" Blacková.

## Děj knihy
Cassie Blacková byla nedádno propuštěna z vězení a nyní pracuje v autosalonu Porsche. Ve vězení si odseděla pět let za napomáhání zločinu, kterého se dopustila se svým partnerem Maxem Freelingem. Ten okrádal návštěvníky kasina o jejich výhry přímo v jejich pokojích, zatímco spali. Jejich plán však selhal při jedné akci, když narazili na tajného agenta (později zjistíme, že se jmenoval Jack Karch), který vystupuje jako jejich oběť, a při konfrontaci přinutí Maxe vzít si vlastní život. Nikdo neví, že Cassie a Max mají dceru Jodie, která se narodila ve vězení, kde si Cassie odpykávala svůj trest.
Když se Cassie dozví, že se její dcera bude brzy stěhovat i se svými adoptivními rodiči do Paříže, rozhodne se naposledy vrátit na jednu velkou akci ke starému řemeslu. Jakmile získá peníze, chce odjet pryč a vzít Jodií s sebou. Zkontaktuje Maxova nevlastního bratra, Lea Renfroa, aby jí dohodil nějakou práci. Leo ji pošle do kasina Cleopatra, tedy do míst, kde se odehrála Maxova poslední nevydařená akce. Cílem je tentokrát jistý VIP hráč a očekávaným ziskem je 500.000 dolarů. I přes dlouhou pauzu Leo stále důvěřuje Cassiiným schopnostem, ale varuje ji, aby se v průběhu akce nezdržovala v pokoji své oběti v době, kdy je měsíc ve volnoběhu. Maxova smrt a další nepříjemné události se udály, právě když byl měsíc v této fázi. Cassie se v nočních hodinách úspěšně podaří dostat se do pokoje své oběti, ale kvůli neočekávaným okolnostem je přinucena zůstat ukrytá v pokoji právě v době, kdy je měsíc ve volnoběhu. Následujícího rána je člověk, kterého Cassie okradla, nalezen mrtvý, a z jeho trezoru zmizel kufřík s penězi.
Okradený byl ve skutečnosti kurýrem kubánské mafie z Miami a v kufříku převážel 2,5 milionů dolarů jako zálohu na odkoupení kasina Cleopatra. Majitel kasina, Vincent Grimaldi, si najme soukromého vyšetřovatele Jacka Karcha aby tyto peníze získal zpátky. Grimaldi Karchovi sdělí, že se podle něj na této krádeži podílel Leo Renfro ve spolupráci s Chicagskou mafií. Karchovi se podaří vystopovat dodavatele vybavení, které Cassie při loupeži použila, a získá od něj její jméno. Mezitím se Cassie dozví o původu peněz a přesvědčuje Lea, aby si peníze rozdělili a okamžitě zmizeli. Leo požaduje dva dny na to, aby vzniklou situaci nějak vyřešil, ale když se k němu dostane Karch a snaží se z něj dostat informace o Cassie, Leo spáchá sebevraždu. Následující den se Karch objeví v autosalonu Porsche, předstírá zájem o koupi auta, a Cassie ho vezme na projížďku. Poté, co se Cassie dozví o jeho skutečných motivech, podaří se jí s autem vybourat a vrátí se do Leova domu pro peníze. Karch má v plánu vlákat Cassie do pasti v jejím domě, ale místo ní tam narazí na její kurátorku, kterou vážně zraní a zjistí, že Cassie má dceru jménem Jodie. Karchovi se podaří Jodie unést dříve než na místo dorazí policie a odjede s ní do kasina Cleo, kde se chce setkat o tři hodiny později s Cassie. Karch však netuší, že Cassie dorazila do kasina mnohem dříve a má v plánu zachránit Jodie a svalit veškerou vinu na něj.
Grimaldi zajme Karcha a prozradí mu, že to celé byla lest, protože mafie z Miami by nikdy nedostala svolení ke koupi kasina Cleopatra. Chicagská mafie neměla s celou akcí nic společného. Kurýra s penězi zabili jeho lidé a mafie z Miami bude žít v domnění, že peníze ukradl Karch a půjde po něm. Grimaldi se chystá Karcha zabít, ale tomu se podaří Grimaldiho překvapit ukrytou zbraní a zabije jej i jeho lidi ve výtahu. Karch se vrátí zpátky do svého pokoje kde zastihne Cassie s Jodií. Cassie se podaří Karcha na chvíli rozptýlit a zaútočit na něj. Podaří se jí vystrčit jej z okna a Karch tak umírá stejným způsobem jakým zemřel Max a jakým Karch plánoval zabít Cassie a Jodie. Cassie vyhodí z okna několik bankovek, aby jí způsobený rozruch pomohl uniknout i s Jodií bez povšimnutí.
Cestou do L. A. si Cassie uvědomí, že by své dceři nemohla poskytnout slušný a poklidný život, protože ji policie podezírá ze všech zločinů, které spáchal Karch. Cassie tedy vrátí Jodie jejím adoptivním rodičům a odjede i se zbytkem peněz pryč.